# Pagellus
Pagellus és un gènere de peixos de la família dels espàrids.

## Particularitats
Inclou peixos molt apreciats a la gastronomia del Mediterrani, com el besuc i el pagell.

## Taxonomia
- Besuc (Pagellus acarne) (Risso, 1827)
- Pagellus affinis (Boulenger, 1888)
- Pagellus bellottii (Steindachner, 1882)
- Goràs (Pagellus bogaraveo) (Brünnich, 1768)
- Pagell (Pagellus erythrinus) (Linnaeus, 1758)
- Pagellus natalensis (Steindachner, 1903)